# Hans Nilsson Kråka
Hans Nilsson Kråka, troligast född på 1570-talet i Sunderbyn, död 1640-talet, var en svensk lappfogde.
Hans Nilsson Kråka föddes i Luleå socken som son till birkarlen Nils Andersson Kråka. Hans mor var Anna Olofsdotter Holm, som var dotter till Olof Holm, rådman i Stockholm. 
Hans gifte sig med Kerstin Larsdotter från Svensbyn i Piteå landsförsamling. Hans var den förste av Kråka-släkten i Svensbyn.

## Birkarl, lappfogde och borgare
År 1610 kallades Hans birkarl för första gången. År 1611 blev han lappfogde först över Ångermanland och Ume lappmark och 1614-1617 över Pite lappmark. 
När Piteå stad grundlades 1621 i Öjebyn runt den gamla sockenkyrkan var Hans en av de första 38 borgarna där, för år 1623 står det i en rapport till Kammarkollegiet rörande staden att han hade byggt i den nya staden. Byggnationerna var en så kallad jordestuga, en nattstuga, ett stall och två bodar.

## Familjeförhållanden
Det finns uppgifter om att Hans flyttade till Svensbyn med sin familj omkring  1636. De sista uppgifterna om honom slutar vid de allra första åren av 1640-talet och det går därmed att anta att han dog då.
I 1643 års jordebok står "Hustru Kråka" på Hans hemman i Svensbyn, så gården övertogs av hans hustru Kerstin efter att han dött. 
En av Hans och Kerstins söner, Peder Hansson Kråka (..1600–1656) bosatte sig i Piteå stad och bodde där till 1646 då han bosatte sig i Roknäs i Piteå landsförsamling. Peders son Henrik Pedersson Kråka (omkring 1620–1680) var byggmästare och utförde byggarbeten på Arjeplogs kyrka år 1649. Därefter flyttade han till Svensbyn såsom hans farfar Hans Nilsson Kråka gjort.